# Barbareskkusten

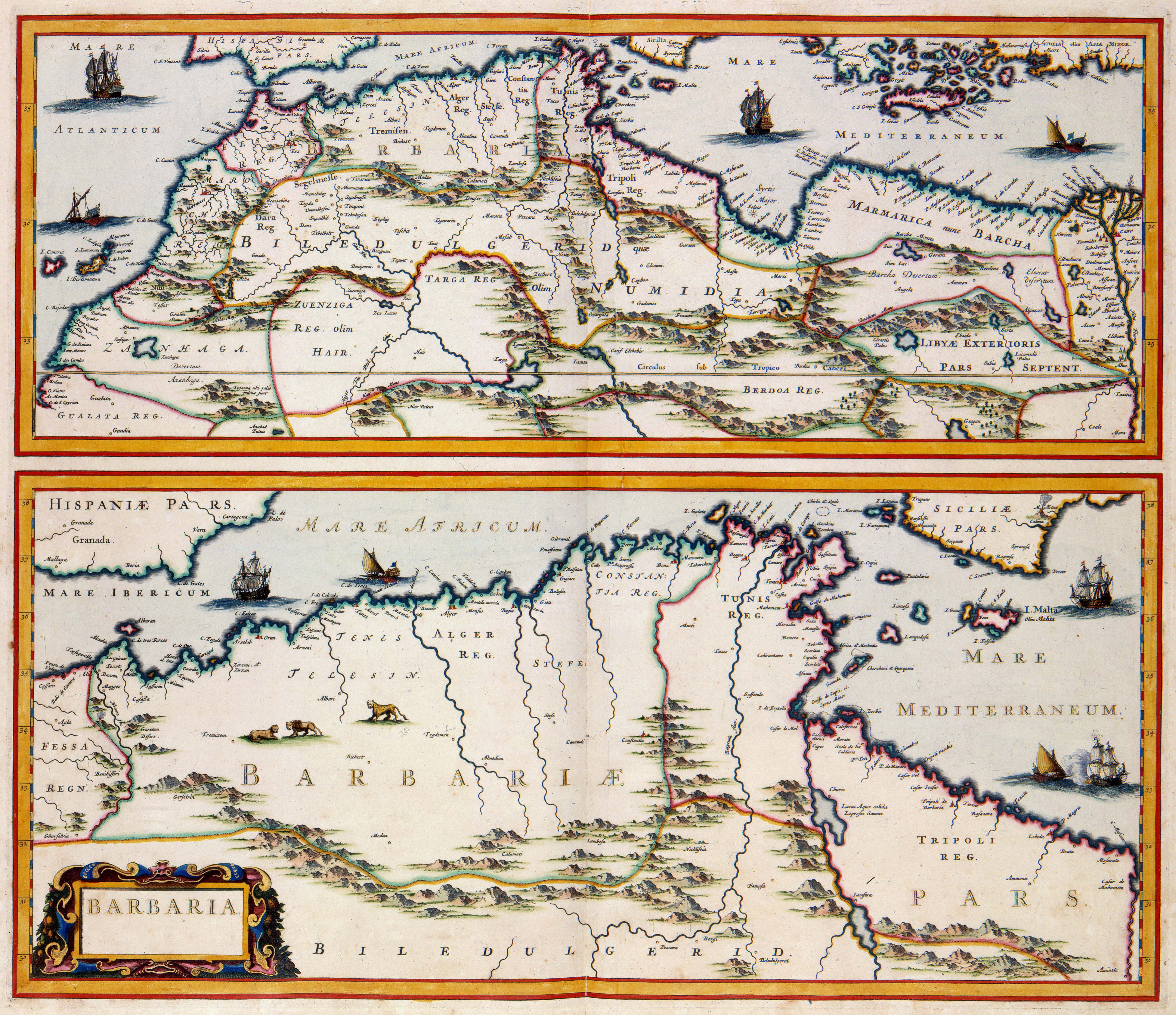
1700-talskarta över Barbareskkusten av den nederländska kartografen Jan Janssonius.

Sjöpass från 1801 för fartyget Urania

Barbareskkusten var under tidigmodern tid den del av Nordafrikas kust mot Medelhavet som ligger mellan Egypten och Atlanten. Områdets stater, Barbareskstaterna, var till stor del befolkade av berber. Idag finns Marocko, Algeriet, Tunisien och Libyen vid den aktuella kuststräckan.
Barbareskstaterna tillät från 1500-talet kapning i stor skala av andra nationers handelsfartyg, både i Atlanten och i Medelhavet, vilket gav området ett dåligt rykte  Kapningarna utfördes av barbareskpirater, och upphörde först efter att Frankrike år 1830 erövrat Algeriet. En betydande andel av slavarna som togs vid piraträderna var européer.
Fram till 1830 tvingades flertalet av Europas länder betala en beskyddaravgift för att fartyg med deras flagga skulle slippa sjörövare från Algeriet. Detta kallades turkiska sjöpass. Marocko fortsatte kräva avgiften av  Sverige och Danmark fram till 1845. De var de sista länder som tvingades betala denna tribut, vilken för Sveriges räkning lär ha uppgått till totalt 37,3 miljoner kronor i den tidens penningvärde.

## Bildgalleri

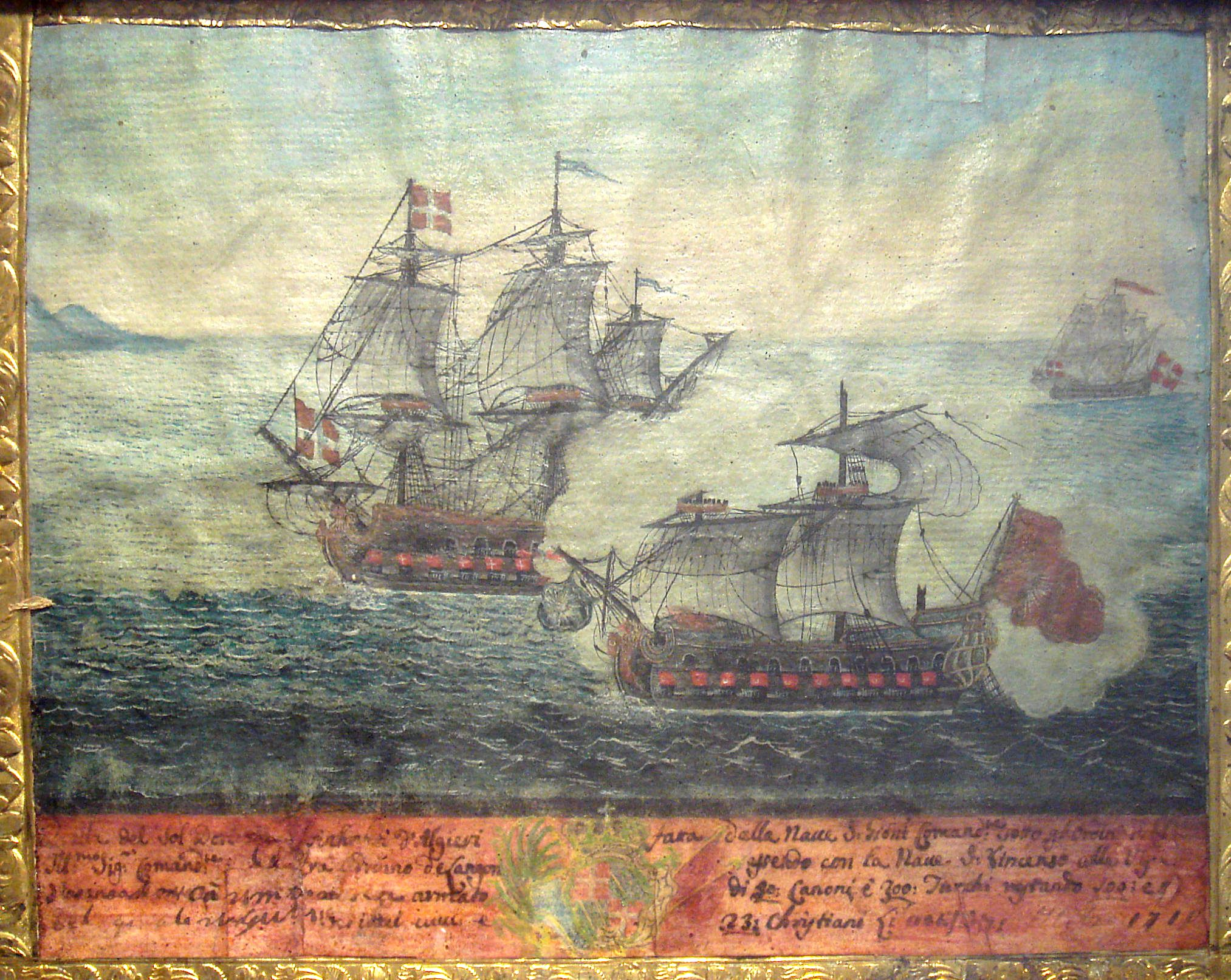
Sjöslag mellan ett ottomanskt skepp från Alger och ett skepp tillhörande Malteserorden, 1719.
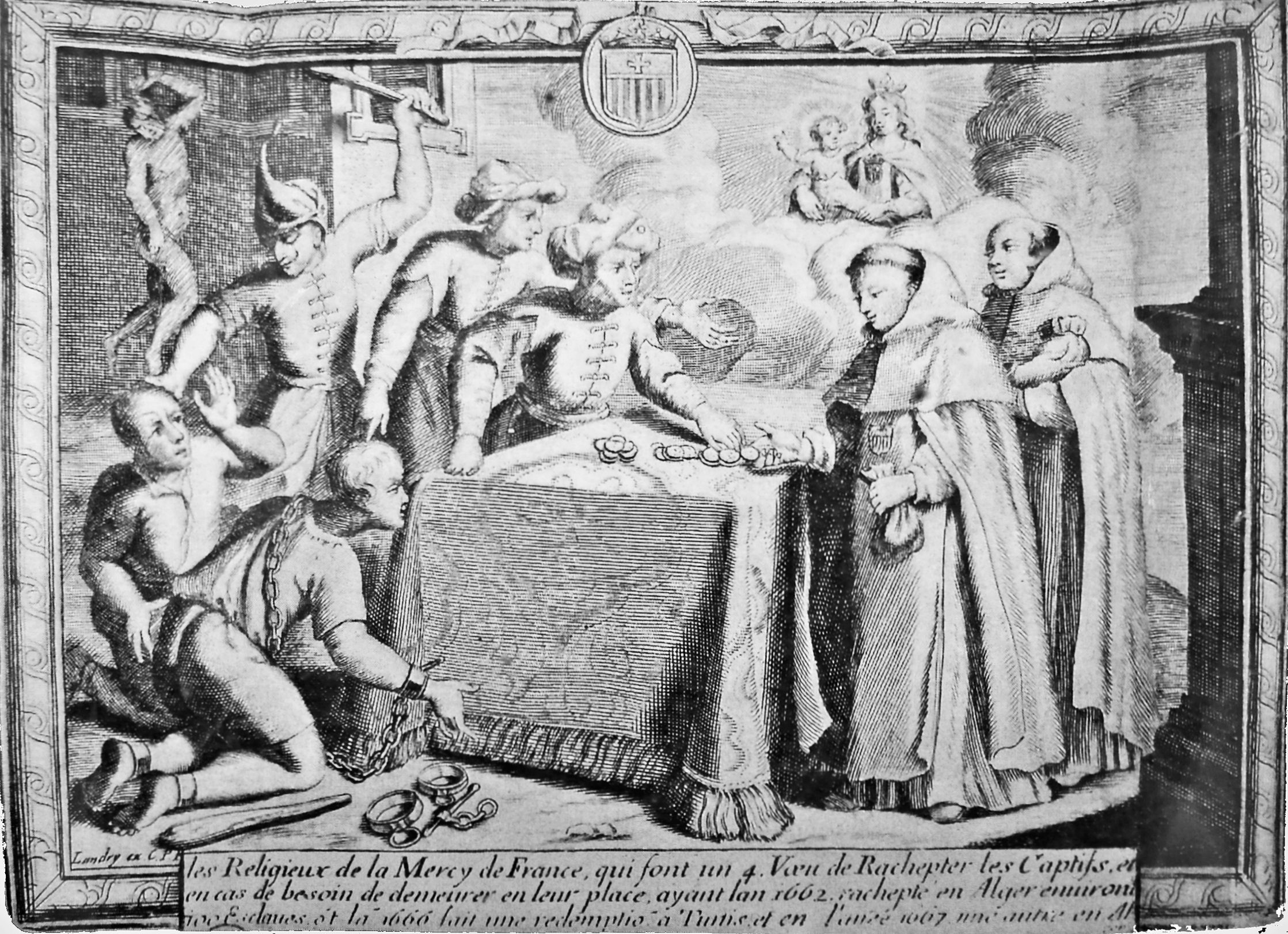
Köp av kristna fångar från Barbareskstaterna.